# Công viên cảnh quan Gryżyna
Công viên cảnh quan Gryżyna (Công viên Gryżyński Krajobrazowy) là một khu vực được bảo vệ (Công viên cảnh quan) ở phía tây Ba Lan, được thành lập vào năm 1996, có diện tích 27,55 kilômét vuông (10,64 dặm vuông Anh).
Công viên nằm trong Lubusz Voivedeship: trong Krosno Odrzanskie County (Gmina Krosno Odrzanskie, Gmina Bytnica), Swiebodzin County (Gmina Skąpe) và Zielonogórski (Gmina Czerwieńsk). Nó lấy tên từ làng Gryżyna ở Gmina Bytnica. Công viên cảnh quan Gryżyński được bao phủ bởi rừng với 86,6%, với nước mặt là 6,6% và 2,6% với đồng cỏ và đồng cỏ và vùng đất hoang đầm lầy. Công viên nằm trong thung lũng băng Warsaw-Berlin và nó tạo thành một ví dụ điển hình về cứu trợ hậu thuộc địa với rất nhiều hình thức hậu thuộc địa như thung lũng, đồi và khe núi, tương phản với đồng bằng cát xung quanh công viên. Công viên được mở rộng từ làng Gryżyna ở phía bắc đến làng Szklarka Radnicka ở phía nam. Nó rộng 2–3 km và dài 12,5 km và vale Gryżyna là trục của nó. Các thung lũng phía tây tạo thành lòng sông của Gryżyński Potok. Khu vực đầm lầy than bùn này được cắt bằng khe núi với độ dốc lớn và số lượng suối dốc lớn (có gần 100 khe núi giữa các làng Gryżyna và Grabin). Ở phía nam có một vài hồ postglacial và lớn nhất là hồ Jelito, sâu 36,6 mét và có diện tích 49,9 ha. Ở phía đông của trung tâm và các thun lũng phía tây có đồi, các nồi hơi và kames với Núi Border thống trị. Trong cảnh quan tuyệt đẹp của phần phía bắc của công viên, một con đường tự nhiên dài 7,5 km đã được đánh dấu bằng mười điểm mốc m/ô tả bằng mười bảy bảng. Con đường được đánh dấu bằng biểu tượng của một chiếc lá màu xanh lá cây.
Các khán đài liên quan đến các chủ đề khác nhau: 1. Trại nghỉ lễ "Dora" trong Gryżyna 2. Máy xay nước Strzelnik 3. Các khe núi với độ nghiêng 60% 4. Độ dốc lò xo 5. Các fen 6. Các cạnh kame 7. Máy xay nước Zaskórz 8. Các esker bên trong vale 9. Ao Bartno 10. Hồ Kalek

## Các di tích tự nhiên
Trong công viên có 4 đại lộ cây sồi và một cây - một cây sồi có cuống - được bảo vệ dưới dạng các di tích tự nhiên. Các đại lộ được nhóm lại trong khu vực của làng Gryżyna, chúng tập hợp khoảng 300 cây và với tuổi thọ (150, 200 năm) và kích thước (cao 20-25 mét và chu vi 180–400 cm), chúng được coi là một hiện tượng tự nhiên đáng kinh ngạc. Một di tích tự nhiên khác là khe núi sâu nhất và đẹp nhất, được tạo ra bởi nước sau khi sông băng đã rút lui. Phần phía tây và trung tâm của khe núi được bao phủ bởi rừng sồi. Ở phần phía đông, trên các mỏ than bùn, các hợp chất đen mọc lên. Khu vực Grżyna có diện tích 32,86 ha và nằm trong thung lũng hậu thuộc địa gần suối Gryżyński Potok. Mặt đất ẩm ướt và không thể tiếp cận là ngôi nhà cho động vật, đặc biệt là người đánh cá, rái cá và sếu. Đầm lầy Cranberry có diện tích 2.81 ha và là môi trường sống của những người lặt vặt, cói bùn, nam việt quất, hương thảo đầm lầy và cói trắng. Công viên cung cấp khu vực bảo vệ cho tổ của một con đại bàng đuôi trắng.

## Hệ thực vật của Công viên Cảnh quan Gryżyński
Trong số các cây của Công viên Cảnh quan Gryżyński có thể tìm thấy các loài sau: thông, sồi châu Âu và đỏ, sồi, alder và hornbeams. Dương xỉ leptosporangiate phổ biến và cây có tán mùa đông đại diện cho các loài thú vị và quý hiếm trong công viên. Ngoài ra còn có loài thạch tùng. Trong số các loài hoa có: Carthusian hồng, Cheddar hồng, cỏ chân ngỗng, tuyết điểm, squills xanh và rêu tản. Các đồng cỏ ẩm ướt gần Grabin là môi trường sống của một loài phong đìa phổ biến và nhiều loại phong lan, ví dụ như một loài phong lan quân sự. Các khu vực đầm lầy than bùn được bao phủ bởi một lớp bùn, gọng vó, nam việt quất và hương thảo đầm lầy.

## Hệ động vật của Công viên Cảnh quan Gryżyński
Các hình thức cứu trợ hậu thuộc đa dạng phục vụ như một nơi trú ẩn cho nhiều loài động vật. Công viên là môi trường sống của một Họ kẹp kìm. Trong tháng sáu và tháng bảy, người ta có thể nhìn thấy những con bọ cánh cứng ở gần cây sồi. Các loài côn trùng khác là một đoàn diễu hành thông châu Âu và moaning cloak - loài bướm lớn nhất ở Ba Lan. Rất nhiều nơi tiết lộ dấu vết của hải ly, được đưa vào công viên vào năm 1986. Ở cùng một nơi rái cá được tìm thấy. Loài động vật có vú đặc trưng cho công viên có màu đỏ như Hoẵng Châu Âu, một con cáo đỏ, một con lợn rừng, một con chó gấu trúc, một con chồn hôi châu Âu, một con chồn sồi và một con lửng châu Âu. 

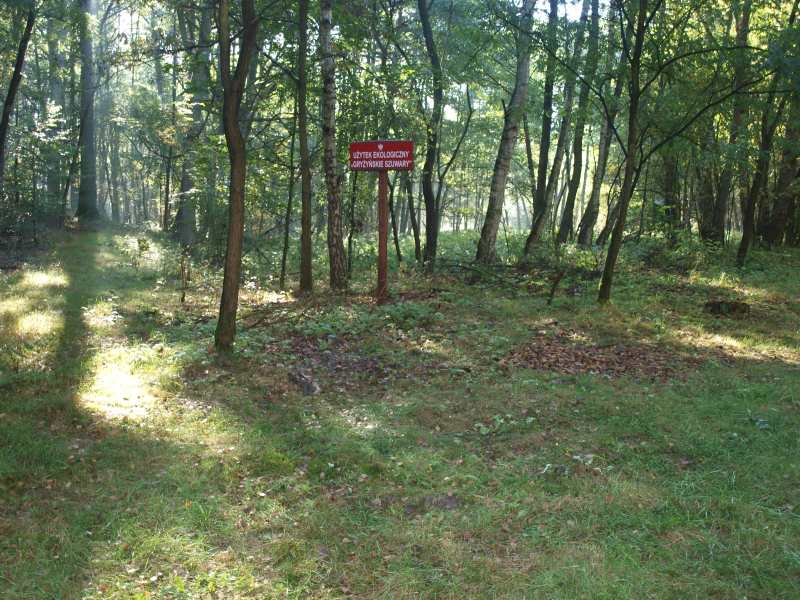
Gryżyna

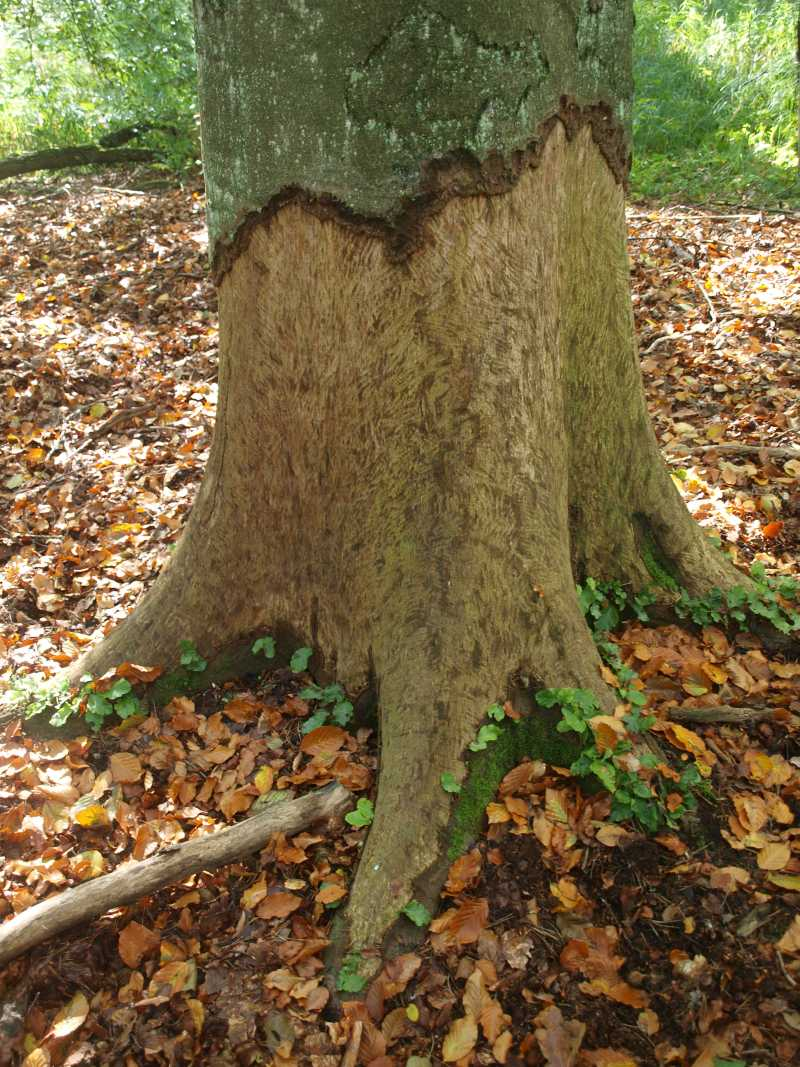
Một cái cây bị hải ly chặt

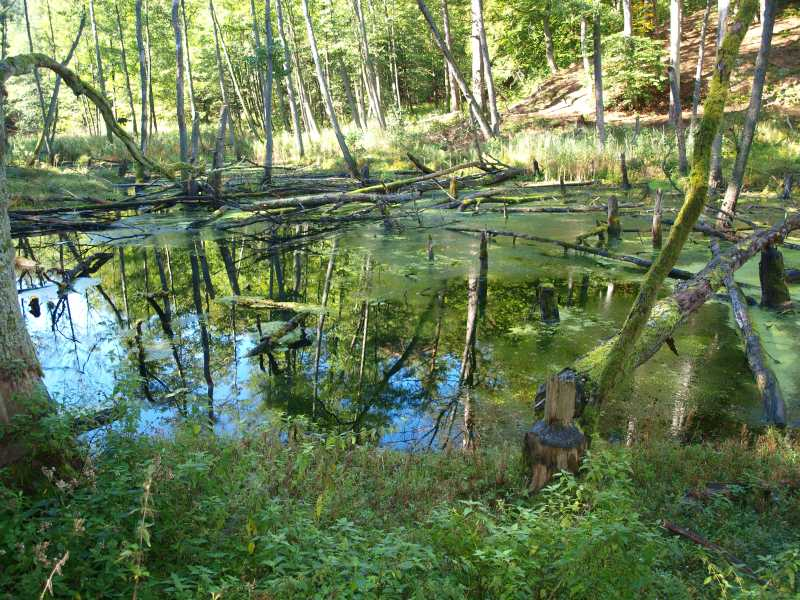
Một cái ao có sự sống

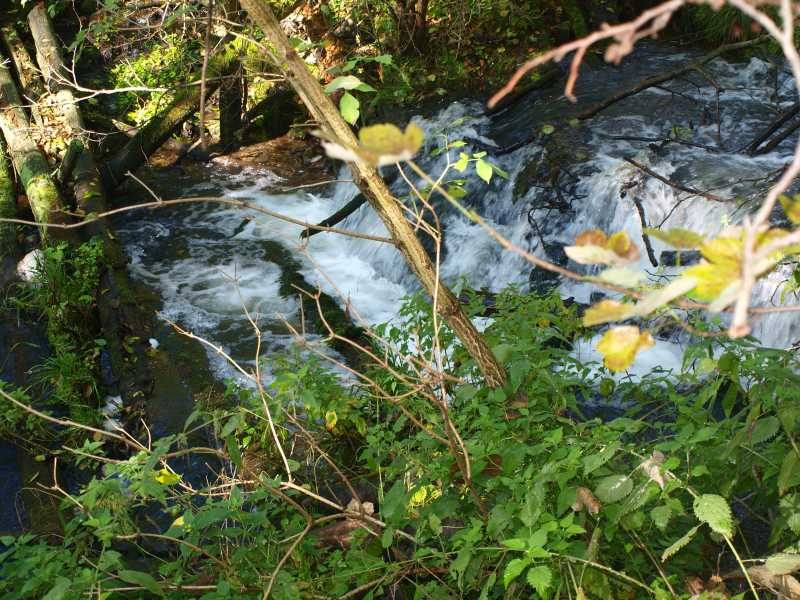
Thác nước lớn trên sông Gryżynka

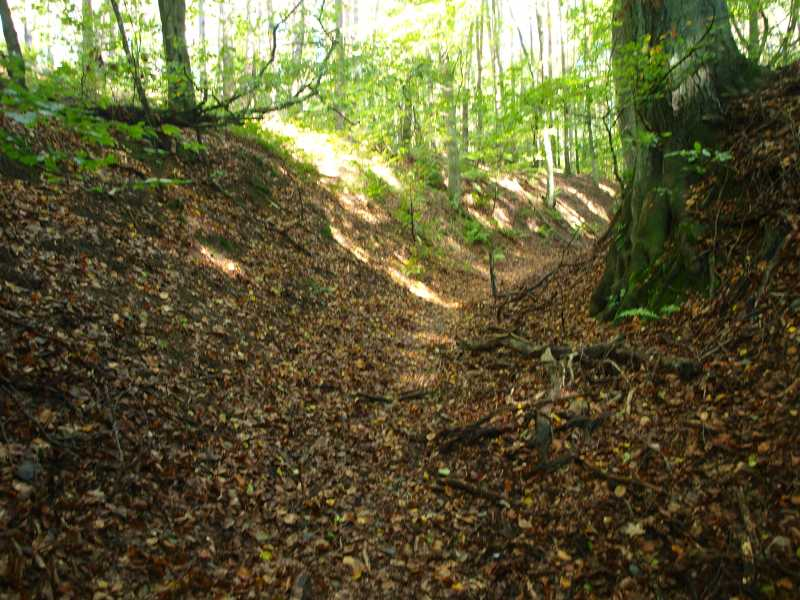
Một khe núi được chạm khắc bởi nước sau khi sông băng đã rút lui

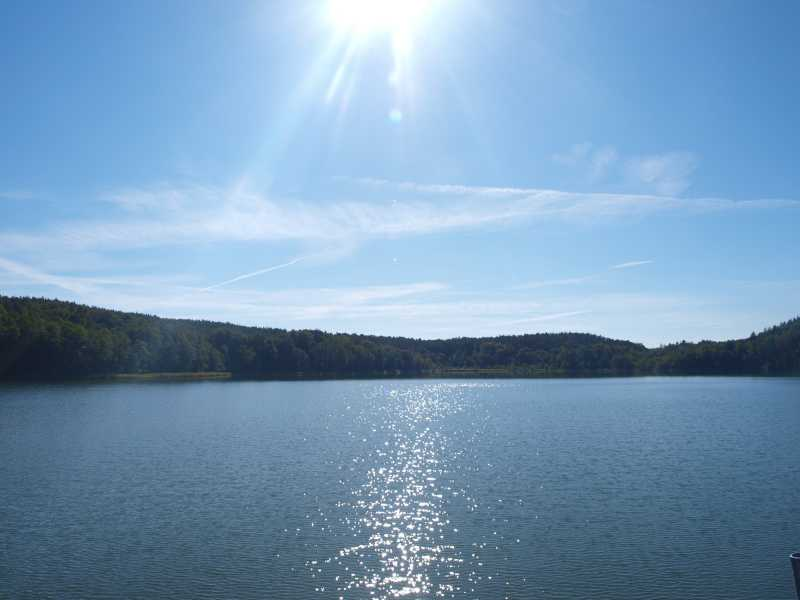
Hồ Kałek